# مغارية
المغارية هي طائفة يهودية قال يعقوب القرقساني أنها تأسست في القرن الأول قبل الميلاد.
يُعتقد أن هذه الطائفة سُمّوا بهذا الاسم لاحتفاظهم بكتبهم في المغارات، بما في ذلك كتابات شخص يعرف باسم "السكندري"، وعمل لاحق يسمى "سفر يدوع". كان لتلك الطائفة تعليقات غريبة على الكتاب العبري، وعلى النقيض من الصدوقيين، فقد رفضوا كل التمثيلات المُجسمة لله. اعتقد المغارية أن الله لكونه أسمى من أن يتعامل مع المادة بشكل مباشر، وخلق العالم من خلال قوة وسيطة - ملاك يعمل كممثل لله؛ فنسبوا كل العبارات المجسمة لله الموجودة في الكتاب العبري إلى هذا الملاك، بما في ذلك الاتصال بالأنبياء.
يعتقد أبراهام هاركافي وآخرون أن المغارية هم من الإسينيين، وأن المقصود بالمؤلف "السكندري" هو فيلو السكندري (المعروف بصلاته مع الإسينيين)، واستندوا إلى الأسباب التالية:
1. اسم الطائفة، الذي، في رأيه، لا يشير إلى كتبها بل إلى أتباعها الذين عاشوا في المغارات أو المناطق الصحراوية - وهو أسلوب حياة إسيني راسخ
2. تزامن تاريخ تأسيس الطائفة مع تاريخ وجود الإسينيين.
3. تتماشى نظرية دور الملائكة مع معتقدات الإسينيين، وكذلك مفهوم فيلو عن اللوغوس.
4. لم يذكر القرقيساني الأسينيين ضمن قائمته للطوائف اليهودية، وهو ما يمكن تفسيره أنه كان يعتبر المغارية مرادفًا لاسم الإسينيين.

كما قرنهم بعض العلماء أيضًا بالثيرابوتيين.